# 富氏羽鳃鲐
富氏羽鳃鲐（学名：Rastrelliger faughni）又名富氏金帶花鯖、福氏羽鰓鮐，为鲭科羽鳃鲐属的鱼类。分布於印度西太平洋區，從印度至斐濟海域，棲息深度150公尺，體長可達20公分，棲息在沿岸海域，成群活動，以浮游生物為食，可做為食用魚、遊釣魚。